# Złomiska (skała)

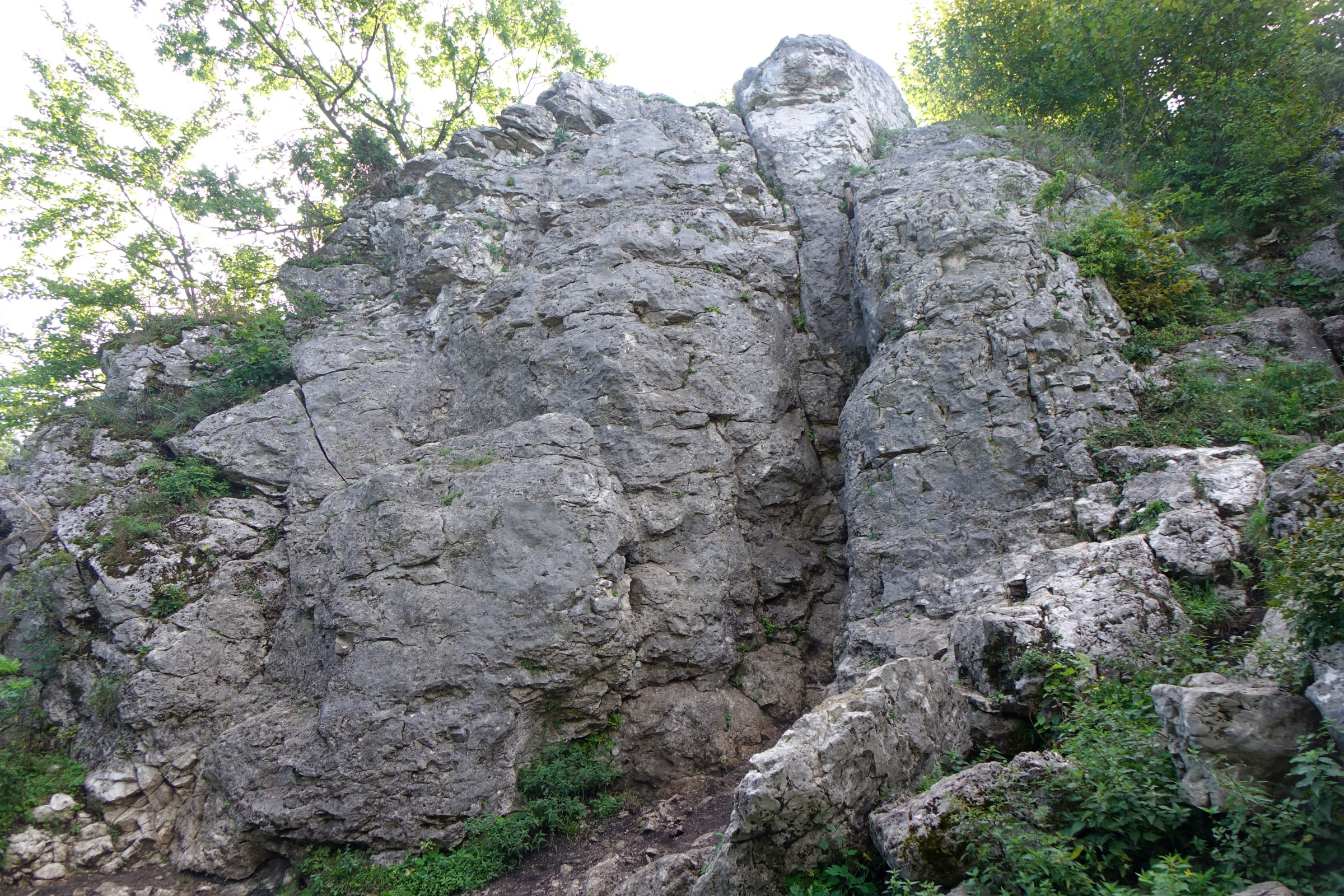

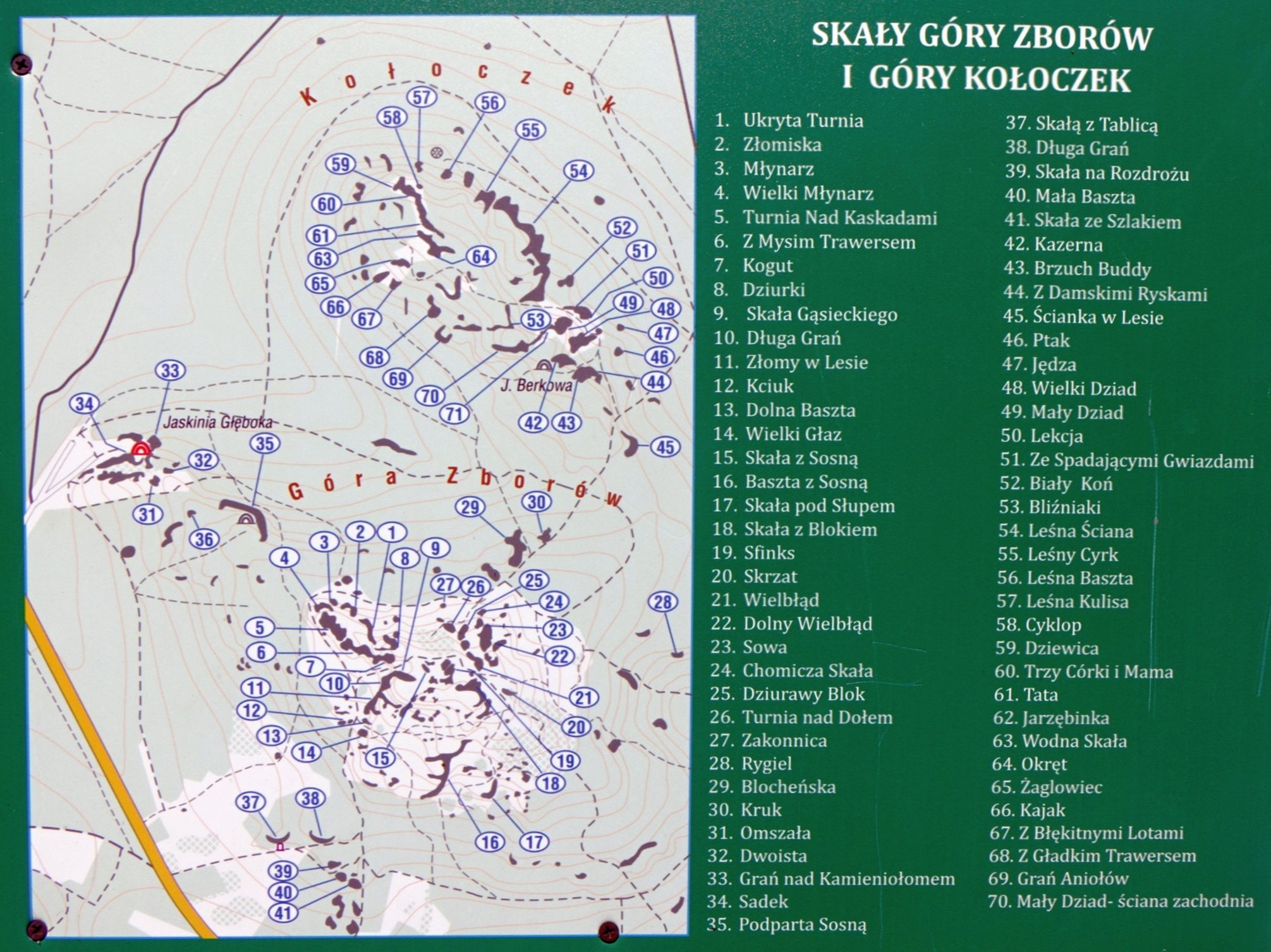
Skały Góry Zborów i Kołoczka

Złomiska – skała na wzniesieniu Góra Zborów w miejscowości Kroczyce w województwie śląskim, w powiecie zawierciańskim, w gminie Kroczyce. Wzniesienie to należy do tzw. Skał Kroczyckich i znajduje się w obrębie rezerwatu przyrody Góra Zborów na Wyżynie Częstochowskiej.
Złomiska to niewysoki, zbudowany z wapieni, skalny mur znajdujący się po północnej stronie Młynarzy. Jego lokalizację pokazuje tablica zamontowana przy wejściu do rezerwatu przyrody Góra Zborów. Na Złomiskach była jedna droga wspinaczkowa (nr 3), poprowadzona w latach 70. XX wieku, ale w 2020 r. poprowadzono pięć kolejnych. Na wszystkich zamontowano stałe punkty asekuracyjne; ringi (r) i stanowiska zjazdowe (st). Wszystkie to drogi łatwe o trudności od III do IV- w skali polskiej.

## Drogi wspinaczkowe
1. Trasa do włażenia; III
2. Ciepłe kluchy; III+
3. Bułka z masłem; IV- (według Rettingera III)
4. Kisiel; III+
5. Budyń; III[5].